# Kémiai potenciál
A kémiai potenciál más néven parciális moláris szabadentalpia, parciális moláris Gibbs-energia, egy parciális moláris mennyiség.
A kémiai potenciált definiáló összefüggés:
{\displaystyle \mu _{\mathrm {B} }=\left({\frac {\partial G}{\partial {n_{\mathrm {B} }}}}\right)_{p,T,n_{\mathrm {i\neq B} }},\ \mathrm {J/mol} } ,
ahol
G a rendszer Gibbs-energiája, szabad entelpia változása, J
nB a B komponens anyagmennyisége, mol
p a nyomás, Pa
T a hőmérséklet, K.
A B komponens kémiai potenciálja egy intenzív fizikai mennyiség, ami megadja, hogy a B komponens egységnyi kémiai anyagmennyiség-változása esetén – azaz 1 mol hozzáadása a rendszer nagyon nagy mennyiségéhez – mennyivel változtatja meg a rendszer szabadentalpiáját, azaz az integrális moláris mennyiségét (miközben a rendszerben a hőmérséklet, a nyomás és a B komponens kivételével az összes többi komponens anyagmennyisége állandó marad). A kémiai potenciál abszolút értéke nem ismeretes, gyakorlatban a folyamatokban bekövetkező megváltozása fontos.

Az anyagmennyiségek szerinti deriváltakat kémiai potenciáloknak nevezzük. 
Valamely komponens kémiai potenciálja megegyezik a rendszer szabadentalpiájának a megváltozásával, ha végtelen mennyiségű elegyhez a komponens egy mólját adjuk. (Azért kell ebben a definícióban kikötnünk a végtelen mennyiséget, hogy egy mólnyi komponens hozzáadása során ne változzon az összetétel.)
Gázok esetén az ideális elegy valamelyik B komponensének kémiai potenciálja T hőmérsékleten – standard állapotként a tiszta B komponens állapotát po = 105 Pa standard nyomáson választva – az alábbi:
{\displaystyle \mu _{\mathrm {B} }^{\mathrm {id} }=\mu _{\mathrm {B} }^{\circ }+RT\mathrm {ln} {\frac {p_{\mathrm {B} }}{p^{\circ }}}=\mu _{\mathrm {B} }^{\circ }+RT\mathrm {ln} x_{\mathrm {B} }}
ahol
{\displaystyle \mu _{\mathrm {B} }^{\circ }} a standard kémiai potenciál, mértékegysége: J/mol.
Folyadékok és szilárd anyagok (kondenzált rendszerek) esetén az ideális elegy valamelyik B komponensének kémiai potenciálja T hőmérsékleten – standard állapotként a tiszta B komponens állapotát választva – az alábbi:
{\displaystyle \mu _{\mathrm {B} }^{\mathrm {id} }=\mu _{\mathrm {B} }^{\circ }+RT\mathrm {ln} x_{\mathrm {B} }}
A reális elegyek esetében gázrendszereknél a kémiai potenciál kifejezésében (és más termodinamikai mennyiségek számításánál) a nyomás helyett a fugacitást, kondenzált rendszereknél a móltört helyett az aktivitást használjuk.